# Брезе при Липоглаву
Брезе при Липоглаву (на словенски: Brezje pri Lipoglavu) е село в Словения, регион Средна Словения, община Любляна. Според Националната статистическа служба на Република Словения през 2015 г. селото има 74 жители.